# Горват, Павел
Па́вел Го́рват (чеш. Pavel Horváth; род. 22 апреля 1975[…], Прага[…]) — чешский футболист, полузащитник; в настоящее время — тренер, эксперт чешской радиостанции Radiožurnál Sport, ведущий футбольного ток-шоу Desitka.

## Карьера

### Клубная
Горват является воспитанником «Бржевнова» и пражской «Спарты», за которую и дебютировал в большом футболе в 1993 году. В 1994 году Горват ушёл в клуб «Яблонец-над-Нисоу» из-за малого количества игрового времени.
С 1996 по 2000 год Горват сыграл в 104 играх за пражскую «Славию», выиграв с ней два кубка Чехии. Следующим клубом чеха стал лиссабонский «Спортинг», где он так и не сумел завоевать место в стартовом составе, но выиграл чемпионат и кубок Португалии. В 2002 году Горват перешёл в турецкий «Галатасарай», где сыграл всего 3 встречи. В том же году вернулся в Чехию, в «Теплице», и в первом же сезоне выиграл в команде выиграл кубок Чехии.
После трёх сезонов в японском «Виссел Кобе» Горват вернулся в «Спарту», где он начинал карьеру, и за два сезона в клубе выиграл чемпионат Чехии и дважды кубок Чехии.
В 2008 году Горват в возрасте 33 лет перешёл в пльзеньскую «Викторию». Его 8 голов в сезоне 2008/09 помогли «Виктории» занять восьмое место в чемпионате. В 2010 году был назван Личностью года в Чехии.
Забив восемь голов в 26 играх в сезоне 2010/11, Горват помог «Виктории» выиграть свой первый чемпионат Чехии в истории и свой второй чемпионат Чехии за карьеру.
2 июня 2015 года на стадионе «Дусан Арена» в Пльзене состоялся его прощальный матч. В нём принимали участие игроки «Виктории» разных лет, Михал Шпит, Иван Гашек, младший сын Патрик, хоккеисты Томаш Власак, Якуб Ворачек, Иржи Гудлер, Ян Коварж, Вацлав Плетка, Мартин Страка, Ярослав Шпачек, актёры Ондржей Ветхи, Войтех Дык, Якуб Когак, Иван Троян.

### В сборной
Горват дебютировал за сборную Чехии 9 февраля 1999 года. Всего за карьеру Горват сыграл в 19 играх сборной с 1999 по 2002 год. Был включен в заявку сборной на чемпионат Европы 2000 года, но там так и не сыграл. За молодёжную сборную Чехии играл на чемпионате Европы 1996 года, где чехи добрались до четвертьфинала.

## Статистика выступлений за сборную
| Матчи Павла Горвата за сборную Чехии | Матчи Павла Горвата за сборную Чехии | Матчи Павла Горвата за сборную Чехии | Матчи Павла Горвата за сборную Чехии | Матчи Павла Горвата за сборную Чехии | Матчи Павла Горвата за сборную Чехии | Матчи Павла Горвата за сборную Чехии |
| ------------------------------------ | ------------------------------------ | ------------------------------------ | ------------------------------------ | ------------------------------------ | ------------------------------------ | ------------------------------------ |
| №                                    | Дата                                 | Оппонент                             | Счёт                                 | Голы                                 | Соревнование                         |                                      |
| 1                                    | 9 февраля 1999                       | Бельгия                              | 1:0                                  | -                                    | Товарищеский матч                    |                                      |
| 2                                    | 28 апреля 1999                       | Польша                               | 1:2                                  | -                                    | Товарищеский матч                    |                                      |
| 3                                    | 18 августа 1999                      | Швейцария                            | 3:0                                  | -                                    | Товарищеский матч                    |                                      |
| 4                                    | 4 сентября 1999                      | Литва                                | 4:0                                  | -                                    | Отборочный матч ЧЕ 2000              |                                      |
| 5                                    | 9 октября 1999                       | Фарерские острова                    | 2:0                                  | -                                    | Отборочный матч ЧЕ 2000              |                                      |
| 6                                    | 13 ноября 1999                       | Нидерланды                           | 1:0                                  | -                                    | Товарищеский матч                    |                                      |
| 7                                    | 8 февраля 2000                       | Мексика                              | 2:1                                  | -                                    | Товарищеский матч                    |                                      |
| 8                                    | 23 февраля 2000                      | Ирландия                             | 2:3                                  | -                                    | Товарищеский матч                    |                                      |
| 9                                    | 26 апреля 2000                       | Израиль                              | 4:1                                  | -                                    | Товарищеский матч                    |                                      |
| 10                                   | 3 июня 2000                          | Германия                             | 2:3                                  | -                                    | Товарищеский матч                    |                                      |
| 11                                   | 16 августа 2000                      | Словения                             | 0:1                                  | -                                    | Товарищеский матч                    |                                      |
| 12                                   | 2 сентября 2000                      | Болгария                             | 1:0                                  | -                                    | Отборочный матч ЧМ 2002              |                                      |
| 13                                   | 7 октября 2000                       | Исландия                             | 4:0                                  | -                                    | Отборочный матч ЧМ 2002              |                                      |
| 14                                   | 11 октября 2000                      | Мальта                               | 0:0                                  | -                                    | Отборочный матч ЧМ 2002              |                                      |
| 15                                   | 1 сентября 2001                      | Исландия                             | 1:3                                  | -                                    | Отборочный матч ЧМ 2002              |                                      |
| 16                                   | 5 сентября 2001                      | Мальта                               | 3:2                                  | -                                    | Отборочный матч ЧМ 2002              |                                      |
| 17                                   | 12 февраля 2002                      | Венгрия                              | 2:0                                  | -                                    | Товарищеский матч                    |                                      |
| 18                                   | 13 февраля 2002                      | Кипр                                 | 4:3                                  | -                                    | Товарищеский матч                    |                                      |
| 19                                   | 17 апреля 2002                       | Греция                               | 0:0                                  | -                                    | Товарищеский матч                    |                                      |

## Достижения

### Командные
«Славия»
- Обладатель Кубка Чехии (2): 1996/97, 1998/99

«Спортинг»
- Чемпион Португалии: 2001/02
- Обладатель Кубка Португалии: 2001/02

«Теплице»
- Обладатель Кубка Чехии: 2002/03

«Славия»
- Чемпион Чехии: 2006/07
- Обладатель Кубка Чехии (2): 2006/07, 2007/08

«Виктория»
- Чемпион Чехии (3): 2010/11, 2012/13, 2014/15
- Обладатель Кубка Чехии: 2009/10
- Обладатель Суперкубка Чехии: 2011

## Личная жизнь
Бывшая жена — Хедвика Коллерова (урождённая Канькова) (чеш. Hedvika Kaňková (Kollerova)) (род. 1979) училась на официантку, работала моделью (в 2005 году снималась в журнале Playboy), детей в браке не было, вторым браком с 2004 по 2019 год была замужем за Яном Коллером.